# Градинарство
Градинарство е отрасъл на растениевъдството и представлява изкуството и дейността по отглеждане на растения. Растенията могат да бъдат декоративни или с други думи за украса – предимно цветя или да са предназначени за консумация – най-често плодове и зеленчуци. В редки случаи определени растения може да бъдат отглеждани за лекарства.
Исторически, градинарството е познато от античността. Едно от първите чудеса на градинарството са висящите градини на Вавилон. То може да се извършва на територията на огромни промишлени оранжерии или в малки частни дворове. Включва много дейности като засяване, поливане, окосяване на плевелите, прекопаване, обогатяване на почвата и други.
Градинарите се обучават първоначално в професионални гимназии с направление градинарство. Висшето учебно заведение, което подготвя професионални градинари, или както е позната професията, ландшафтни архитекти в България, е Лесотехнически университет. Там младите ландшафтни архитекти се обучават на всички видове декоративни и културни растения, които се използват в професионалното градинарство и озеленяването на градини и дворове. Там всички професионални градинари (ландшафтни архитекти) се обучават 5 години, като излизат архитекти с магистърска степен.
Българските градинари (зеленчукови градини), най-вече „Лясковските градинари“, са познати и ценени в много страни в света.

## Други
На градинарството е наречена улица „Градинарска“ в квартал „Хаджи Димитър“ в София (Карта).